# Bundgeschirr
Das Bundgeschirr – auch Bundzeug genannt – ist die Gesamtheit der Werkzeuge, die ein Zimmerer zum Abbinden und Montieren gebraucht.

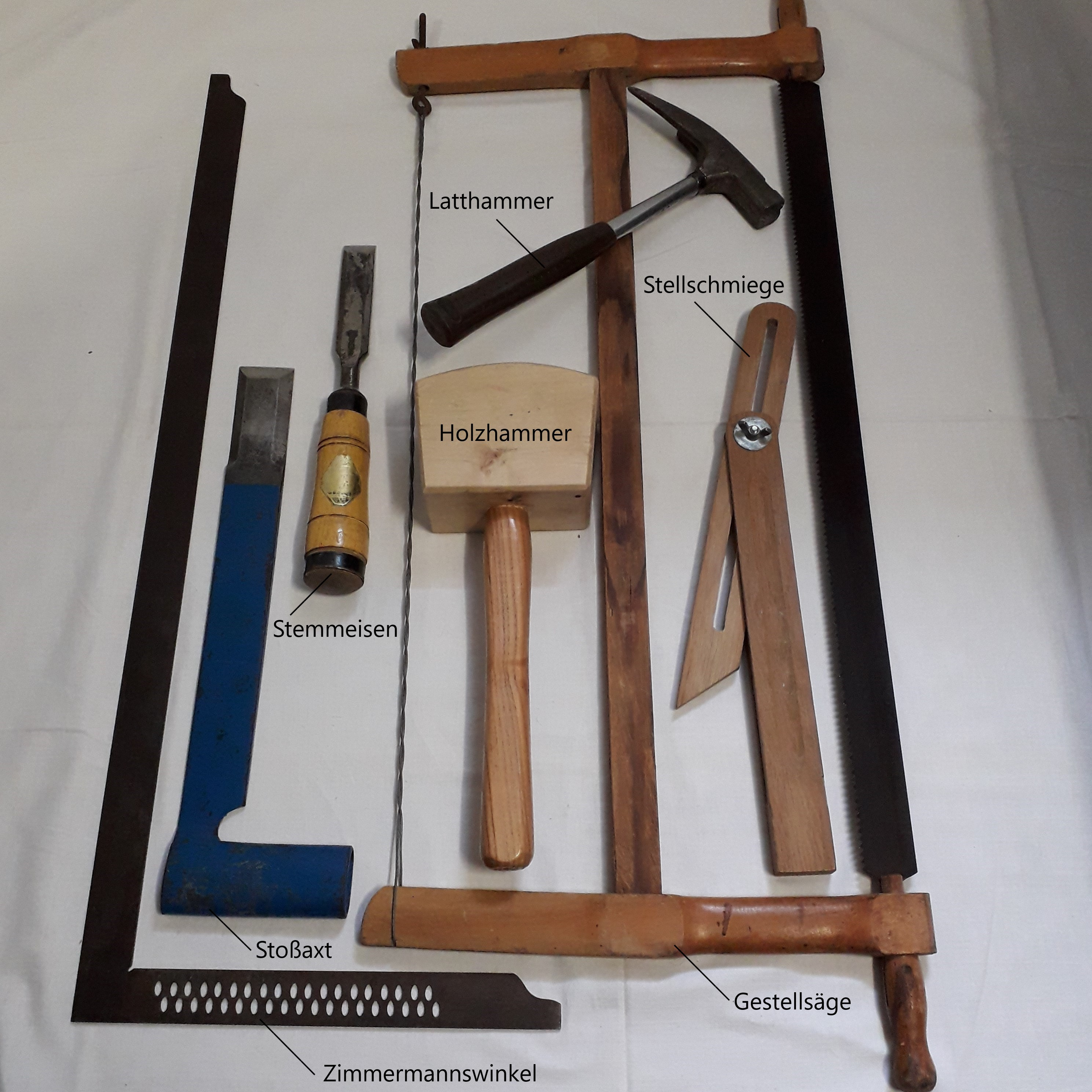
Zimmermannswerkzeuge

Als Bundgeschirr wird auch das Werkzeug bezeichnet, welches ein Zimmerer mit auf die Walz nimmt.
Es besteht üblicherweise aus:
1. Zimmermannshammer (je nach Ausgestaltung auch Latt[en]hammer oder Klauenhammer genannt)
2. Stemmeisen (auch Stechbeitel oder Stecheisen)
3. Klopfholz
4. Stoßaxt
5. Axt oder Beil, traditionell die Bundaxt
6. Zimmermannswinkel (auch Winkeleisen genannt)
7. Gestellsäge (auch Spannsäge genannt)

In Einzelfällen gehörte auch ein Zirkel zum Bundgeschirr. Er diente weniger dem Konstruieren von Kreisen, als dem Übertragen von Maßen, die der Meister auf der Baustelle oder dem Abbundplatz mit seinem Maßstab vorgab.